# Tarragona (stacja kolejowa)
Tarragona – stacja kolejowa w Tarragonie, w Katalonii, w Hiszpanii. Znajdują się tu 3 perony.